# Bramshaw
Bramshaw är en ort och civil parish i Storbritannien.   Den ligger i grevskapet Hampshire och riksdelen England, i den södra delen av landet, 120 km sydväst om huvudstaden London. Bramshaw ligger 70 meter över havet och antalet invånare är 684.
Terrängen runt Bramshaw är platt, och sluttar österut. Runt Bramshaw är det ganska tätbefolkat, med 222 invånare per kvadratkilometer. Närmaste större samhälle är Southampton, 15,4 km öster om Bramshaw. I omgivningarna runt Bramshaw växer i huvudsak blandskog.